# Glavina Donja
Glavina Donja falu Horvátországban Split-Dalmácia megyében. Közigazgatásilag Imotski községhez tartozik.

## Fekvése
Splittől légvonalban 60, közúton 87 km-re keletre, Makarskától légvonalban 23, közúton 40 km-re északkeletre, községközpontjától 2 km-re nyugatra a dalmát Zagora területén, Imotska krajina középső részén, a 60-as számú főút mentén  fekszik.

## Története
Imotska krajina területe már a történelem előtti időkben is lakott volt. Ezt bizonyítják a Grabovac és Zagvozd területén talált kőszerszámok. A térség első ismert népe az illírek egyik törzse a dalmátok voltak. Róluk mesélnek az ókorból fennmaradt halomsírok és várak maradványai, melyekből Imotska krajina területén több is található. Ilyen régészeti lelőhely a település határában fekvő Zelena glavica. A rómaiak csak az 1. század elejére tudták véglegesen meghódítani a térséget. Római municipium volt a mai Runovići helyén feküdt Novae, de az ő örökségük az itt áthaladó római út is, mely Salonából Imotskin keresztül Narona irányába vezetett. A Zmijavci területén levő Dikovača nevű régészeti lelőhelyen feltárt ókeresztény bazilika maradványai bizonyítják, hogy a római korban itt is egy nagyobb település állt. A római uralom egészen 481-ig tartott. 6. század második felében a területet elfoglalták az avarok és szláv segédnépeik. A középkori horvát állam közigazgatásában ez a terület Fehér-Horvátországhoz, azon belül az Imoti zsupánsághoz tartozott. A török 1463-ban meghódította a közeli Boszniát, majd 1493-re már ez a terület is uralmuk alá került. A török uralom idején a Hercegovaci szandzsákban az Imotski náhije része volt, ennek területe lényegében megegyezett a középkori zsupánsággal. Az 1699-es karlócai béke török kézen hagyta. Végleges felszabadulása csak az újabb velencei-török háborút lezáró pozsareváci békével 1718-ban történt meg. Ezután a Velencei Köztársaság fennhatósága alá tartozott. A velencei uralomnak 1797-ben vége szakadt és osztrák csapatok vonultak be Dalmáciába. 1806-ban az osztrákokat legyőző franciák uralma alá került, de Napóleon lipcsei veresége után 1813-ban újra az osztrákoké lett. A településnek 1857-ben 797, 1910-ben 1245 lakosa volt. 1918-ban az új szerb-horvát-szlovén állam, majd később Jugoszlávia része lett. 1941 áprilisában a Független Horvát Állam része, majd 1943. szeptemberétől 1944 októberéig német megszállás alatt volt. A háború után a szocialista Jugoszláviához került. 1991 óta a független Horvátországhoz tartozik. 2011-ben a településnek 1748 lakosa volt.

## Lakosság
| Lakosság változása | Lakosság változása | Lakosság változása | Lakosság változása | Lakosság változása | Lakosság változása | Lakosság változása | Lakosság változása | Lakosság változása | Lakosság változása | Lakosság változása | Lakosság változása | Lakosság változása | Lakosság változása | Lakosság változása | Lakosság változása |
| ------------------ | ------------------ | ------------------ | ------------------ | ------------------ | ------------------ | ------------------ | ------------------ | ------------------ | ------------------ | ------------------ | ------------------ | ------------------ | ------------------ | ------------------ | ------------------ |
| 1857               | 1869               | 1880               | 1890               | 1900               | 1910               | 1921               | 1931               | 1948               | 1953               | 1961               | 1971               | 1981               | 1991               | 2001               | 2011               |
| 797                | 0                  | 795                | 923                | 1.099              | 1.245              | 1.152              | 1.422              | 1.272              | 1.354              | 1.471              | 1.518              | 1.661              | 1.731              | 1.770              | 1.748              |

(1869-ben lakosságát Glavina Gornjához számították.)

## Nevezetességei
- Szent József tiszteletére szentelt temploma 1991-ben épült, az év augusztus 25-én szentelte fel Ante Jurić érsek. Modern betonépület 10 méter magas harangtoronnyal, melynek négy oldalán kereszt alakú nyílások láthatók. A bejárathoz hat lépcsőfok vezet fel. A bejárat bal oldalán a sekrestye, a jobb oldalon pedig a kórusra vezető lépcső található. A templom 11 méter hosszú, 7 és fél méter széles. A szentély három lépcsőfokkal magasabb a templomhajónál. A templom első része felett van kialakítva a hittanterem.

- A Zelena glavica régészeti lelőhely[4] a Vörös-tótól délkeletre, az Imotski felé vezető úttól délre található. Több korszakot felölelő régészeti lelőhely építészeti maradványokkal és temetőkkel, amelyek az őskortól és az ókortól a késő középkorig terjednek.